# 石黒彰
石黒 彰（いしぐろ あきら、1960年7月13日 - ）は、日本のキーボーディスト、マニピュレーター、作曲家、編曲家。東京都生まれ。東京都立府中東高等学校、国立音楽大学作曲科卒業。

## 来歴
音楽との出会いは、4歳から受けていたピアノのレッスンであった。中学校時代にポール・マッカートニーの 「Jet」 に衝撃を受けたことがプロを目指すきっかけ。中学校時代にはかぐや姫のコピーバンドを結成し、ボーカルとギターを担当していた。高校時代はハードロックやプログレッシブ・ロックを愛聴していた。その影響から、音楽学校出身であったキース・エマーソンに憧れ、国立音楽大学に進学した。大学卒業後にはジャズやフュージョンに興味を持ち、ジャズ理論などを学んだ。
大学卒業後はバイト生活やコルグのデモンストレーターを経験した後、鳥山雄司バンドでプロデビューを果たす。以降、郷ひろみ、Topaz、西村由紀江、EVE、ELLISなど、多くのミュージシャンとのセッションやツアー、レコーディングなどに参加している。
1992年よりレクター・H伯爵名義でキーボーディストとして聖飢魔IIの准構成員として2年間参加する。「緑色の雨」や「G・G・G」などの楽曲ではヴァイオリン演奏もした。1994年に聖飢魔IIのサポートを離れるが、1999年12月に行われた「THE ULTIMATE BLACK MASS」の二日目「THE SATAN ALL STARS' DAY」に再度参加した。またその後も各構成員（メンバー）とは、ソロアルバムやツアーなどの形で共演している。
また一時期、自身のバンド『石黒彰STONE LOGIC（後に石黒彰STONE HEADに改名）』を結成し、活動していた。自分の作品をソロアルバムとして発表するに至ってはいないが、1992年、和田アキラ、永井敏己、菅沼孝三と結成した『W.I.N.S』のアルバムや、神保彰、菅沼孝三のドラム教則ビデオ等に、演奏と共にその作品が収録されている。
近年はソウル・ファンクバンド『James Brown Tribute』への参加や、同学年のミュージシャンと結成した『BIG50』などで活動している。また、アニメ方面にも進出し、『鋼の錬金術師』のキャラクターソングや『NARUTO -ナルト-』のラジオ番組のテーマソング、神谷明のソロシングルなどを手掛けている。

## エピソード
- キーボードに加え、ヴァイオリンやフルートも演奏する。
- 2001年には、高校時代から憧れのキース・エマーソンのバックバンドを務めた[1]。
- かつてコルグ社から発売されていたコルグ・Mシリーズ用のプログラム・コンビネーションカード「AKIRA」を制作した。
- 自身のスタイルを「雑食性で凝り性」と評しており、「ルーツを踏まえ、幅広くプレイ出来るミュージシャン」を目指している[1]。

## ディスコグラフィ
W.I.N.S
- W.I.N.S（1995年）
- A Sound Lump（2008年）

RX
- CHEMICAL REACTION（1991年）
- Rare 'Xtra（1994年）